# فيليب ساتكليف
فيليب ساتكليف (مواليد 10 نوفمبر 1959) هو ملاكم آيرلندي، مثّل بلاده في الألعاب الأولمبية الصيفية في دورتي 1980 و1984.

## روابط خارجية
فيليب ساتكليف على موقع أوليمبيديا (الإنجليزية)